# (74405) 1998 YH13
(74405) 1998 YH13 – planetoida z pasa głównego asteroid okrążająca Słońce w ciągu 4,36 lat w średniej odległości 2,67 j.a. Odkryta 17 grudnia 1998 roku.